# Fratia gaditana
Fratia gaditana – gatunek widłonoga, jedyny znany przedstawiciel rodzaju Fratia i rodziny Fratiidae. Opisał go w 1998 roku zespół biologów: Ju-shey Ho, Mercedes Conradi oraz Pablo J. López-González. Okazy typowe zostały znalezione w październiku 1995 roku w jamach okołoskrzelowych (atrium) żachw gatunku Clavelina dellavallei przyczepionych do kamienia poniżej strefy pływów (na głębokości 15–20 metrów) na wyspie Tarifa w prowincji Kadyks u południowych wybrzeży Hiszpanii; widłonogi te są pasożytami żachw.